# Allobates crombiei
Allobates crombiei (Morales, 2002) è un anfibio anuro appartenente alla famiglia degli Aromobatidi.

## Etimologia
L'epiteto specifico è stato dato in onore di Ronald Ian Crombie.

## Distribuzione e habitat
È endemica del Brasile, in particolare della regione di Altamira, nello stato del Pará. I suoi habitat naturali sono le foreste umide subtropicali o tropicali delle pianure, fiumi, paludi d'acqua dolce e paludi d'acqua dolce intermittenti. È minacciata dalla perdita di habitat.

## Tassonomia
La Amazon GAA workshop brasiliana ha sollevato qualche dubbio sulla validità di questa specie.